# Nati il 4 giugno
| Questa pagina contiene informazioni ricavate automaticamente dalle voci biografiche con l'ausilio del template Bio e di un bot. L'aggiornamento è periodico e automatico e ricostruisce completamente la pagina. Se manca una persona in questa lista, sei pregato di non aggiungerla, ma accertati piuttosto che la sua voce biografica contenga il template Bio e che i dati anagrafici siano correttamente compilati. Se il template Bio manca, inseriscilo tu stesso o, in alternativa, metti l'avviso {{tmp\|Bio}} che ne segnala la mancanza. Se i dati riportati sono sbagliati, correggi direttamente la voce biografica; le modifiche saranno visibili in questa lista entro pochi giorni. Per chiarimenti vedi il progetto biografie. La lista contiene solo le 1.124 persone che sono citate nell'enciclopedia e per le quali è stato implementato correttamente il template Bio. Pagina aggiornata al 17 ago 2025. |

## XIV secolo(1)
- 1394 - Filippa di Lancaster, principessa inglese († 1430)

## XV secolo(1)
- 1489 - Antonio di Lorena, nobile francese († 1544)

## XVI secolo(5)
- 1511 - Onorato II di Savoia-Villars, condottiero italiano († 1580)
- 1515 - Chiara Matraini, poetessa italiana († 1604)
- 1526 - Paolo Mini, medico e scrittore italiano († 1599)
- 1563 - George Heriot, orafo e filantropo scozzese († 1624)
- 1575 - Gwanghaegun di Joseon, re coreano († 1641)

## XVII secolo(11)
- 1604 - Claudia de' Medici, nobile italiana († 1648)
- 1615 - Gaspard Dughet, pittore italiano († 1675)
- 1627 - Johann Abraham Ihle, astronomo tedesco († 1699)
- 1629 - Francesco Maria Imperiale Lercari, doge († 1712)
- 1645 - Giovanna Maria di Monaco, principessa monegasca († 1694)
- 1655 - Tommaso da Cori, presbitero italiano († 1729)
- 1677 - Adriaen Boudewijns, pittore fiammingo († 1719)
- 1679 - Charles de Carteret, nobile († 1715)
- 1694 - Louis-Claude Daquin, compositore francese († 1772)
- 1694 - François Quesnay, economista, medico e naturalista francese († 1774)
- 1697 - Jacob Emden, rabbino e religioso tedesco († 1776)

## XVIII secolo(36)
- 1715 - Giovanni Carafa di Noja, nobile e matematico italiano († 1768)
- 1722 - Michele Continisio, poeta, storico e vescovo cattolico italiano († 1810)
- 1724 - Spirito Benedetto Nicolis di Robilant, ingegnere e mineralogista italiano († 1801)
- 1727 - Giovanni Marsili, botanico italiano († 1795)
- 1728 - Teresa di Brunswick-Wolfenbüttel, nobile tedesca († 1778)
- 1729 - Cláudio Manuel da Costa, poeta e musicista brasiliano († 1789)
- 1732 - Bartolomeo Lorenzi, abate e poeta italiano († 1822)
- 1737 - Luigi Calza, medico italiano († 1783)
- 1738 - Giorgio III del Regno Unito, sovrano inglese († 1820)
- 1739 - Johann Beckmann, scienziato e docente tedesco († 1811)
- 1743 - Jean-Baptiste Rondelet, architetto francese († 1829)
- 1744 - Innico Maria Guevara-Suardo, italiano († 1814)
- 1749 - Giuseppe Maria Capodieci, presbitero e archeologo italiano († 1828)
- 1749 - Adolphus Ypey, botanico olandese († 1822)
- 1753 - Carlo Fea, archeologo e collezionista d'arte italiano († 1836)
- 1753 - Johann Philipp Gabler, teologo tedesco († 1826)
- 1754 - Miguel de Azcuénaga, politico e militare argentino († 1833)
- 1754 - Luigi Fiacchi, poeta, filologo e presbitero italiano († 1825)
- 1754 - Franz Xaver von Zach, astronomo ungherese († 1832)
- 1756 - Jean-Antoine Chaptal, chimico francese († 1832)
- 1761 - Jean-Baptiste-Marie David, vescovo cattolico francese († 1841)
- 1768 - Francesco Molino, chitarrista e compositore italiano († 1847)
- 1770 - James Hewitt, musicista e editore musicale britannico († 1827)
- 1777 - Aleksej Petrovič Ermolov, generale russo († 1861)
- 1778 - Francesco Cassi, scrittore italiano († 1846)
- 1782 - Christian Martin Joachim Frähn, numismatico, orientalista e storico tedesco († 1851)
- 1784 - Adam Czarnocki, archeologo e slavista polacco († 1825)
- 1785 - Domenico Gilardi, architetto svizzero († 1845)
- 1786 - George Pollock, I baronetto, ufficiale britannico († 1872)
- 1787 - Maurizio Bufalini, medico italiano († 1875)
- 1789 - Friedrich Boie, scienziato tedesco († 1870)
- 1794 - Giuseppe Brunati, presbitero, letterato e storico italiano († 1855)
- 1794 - Giacinto Provana di Collegno, militare, patriota e politico italiano († 1856)
- 1794 - Muzio Tommasini, botanico e politico italiano († 1879)
- 1796 - Melchiorre Balbi, musicista, compositore e musicologo italiano († 1879)
- 1798 - Eduard Friedrich Leybold, pittore austriaco († 1879)

## XIX secolo(133)
- 1801 - Michail Pavlovič Bestužev-Rjumin, rivoluzionario russo († 1826)
- 1803 - Henri Conneau, medico, chirurgo e politico francese († 1877)
- 1808 - Anton Altmann, pittore austriaco († 1871)
- 1809 - Carl David Bouché, botanico tedesco († 1881)
- 1809 - Stefano Roverizio, politico italiano († 1890)
- 1812 - Pietro Giuseppe de Gaudenzi, vescovo cattolico italiano († 1891)
- 1816 - Adele Muzzarelli, ballerina e soprano italiana († 1885)
- 1818 - Élie-Abel Carrière, botanico francese († 1896)
- 1818 - Giambattista Giuliani, filologo, linguista e storico della letteratura italiano († 1884)
- 1819 - Eugène Jolibois, politico e avvocato francese († 1896)
- 1820 - Corrado Moncada di Paternò, nobile e politico italiano († 1895)
- 1821 - Apollon Nikolaevič Majkov, poeta russo († 1897)
- 1822 - Pietro Betti, fantino italiano
- 1823 - Aleksander Kazimierz Bereśniewicz, vescovo cattolico polacco († 1902)
- 1823 - Lorenzo Carbonari, patriota italiano († 1890)
- 1824 - Asahel Bush, editore e imprenditore statunitense († 1913)
- 1824 - Didier Début, scultore francese († 1893)
- 1825 - Alberto Mario, patriota, politico e giornalista italiano († 1883)
- 1825 - Mauro Wolter, presbitero tedesco († 1890)
- 1827 - Louis Brière de l'Isle, militare francese († 1896)
- 1827 - Luigi Agostino Casati, politico italiano († 1881)
- 1828 - George Cubitt, I barone Ashcombe, nobile e politico britannico († 1917)
- 1830 - Giuseppe Salvadego Molin, politico italiano († 1906)
- 1832 - Edmund von Krieghammer, generale e politico austriaco († 1906)
- 1833 - Garnet Wolseley, generale britannico († 1913)
- 1834 - Paul Friedrich August Ascherson, storico, botanico e linguista tedesco († 1913)
- 1834 - Jacob Volhard, chimico tedesco († 1910)
- 1836 - Alessandro Focosi, pittore italiano († 1869)
- 1836 - Władysław Tarnowski, compositore, pianista e poeta polacco († 1878)
- 1838 - John Grigg, astronomo neozelandese († 1920)
- 1839 - Arnold von Lasaulx, mineralogista tedesco († 1886)
- 1840 - Alois Beer, fotografo austriaco († 1916)
- 1841 - Karl Binding, giurista tedesco († 1920)
- 1841 - Luigi Bolis, patriota italiano († 1932)
- 1841 - Eliza Burt Gamble, scrittrice statunitense († 1920)
- 1843 - Charles Conrad Abbott, archeologo e naturalista statunitense († 1919)
- 1845 - Žemaitė, scrittrice lituana († 1921)
- 1848 - Adolfo Cozza, scultore, inventore e archeologo italiano († 1910)
- 1848 - Giuseppe Giraldi, botanico e religioso italiano († 1901)
- 1849 - Gustave Vié, vescovo cattolico francese († 1918)
- 1850 - Charles Michael Caughy, dirigente sportivo e diplomatico statunitense († 1913)
- 1850 - Filippo Grimani, politico italiano († 1921)
- 1854 - Solko van den Bergh, tiratore a segno olandese († 1916)
- 1855 - Josephine de Reszke, soprano polacco († 1891)
- 1856 - Federico d'Asburgo-Teschen, nobile († 1936)
- 1856 - Margarete Traube, chimica e attivista tedesca († 1912)
- 1859 - Richard Geigel, medico tedesco († 1930)
- 1860 - Roger de Barbarin, tiratore a volo francese († 1925)
- 1861 - Mary Cavendish-Bentinck, nobildonna e mecenate inglese († 1948)
- 1861 - Maria de Pilar di Borbone-Spagna, nobile spagnola († 1879)
- 1862 - Teresa Claramunt, sindacalista e anarchica spagnola († 1931)
- 1862 - Federico Raffaele, zoologo e biologo italiano († 1937)
- 1863 - Luigi De Servi, pittore e decoratore italiano († 1945)
- 1864 - Abdul Hamid Halim di Kedah, sovrano malese († 1943)
- 1864 - Faysal bin Turki, sovrano omanita († 1913)
- 1865 - Robert Hippolyte Chodat, botanico e micologo svizzero († 1934)
- 1865 - Francis Powers, regista, attore e sceneggiatore statunitense († 1940)
- 1867 - Marco Anzoletti, compositore e violinista italiano († 1929)
- 1867 - Carl Gustaf Emil Mannerheim, generale e politico finlandese († 1951)
- 1868 - Henri Laverne, velista francese († 1901)
- 1869 - Pompeo Ghezzi, arcivescovo cattolico italiano († 1957)
- 1870 - Maria Elisabeth Hesselblad, religiosa svedese († 1957)
- 1870 - Philip Morrell, politico britannico († 1943)
- 1873 - Harry Harvey, regista e attore statunitense († 1929)
- 1874 - Massimo Capialbi, militare e politico italiano († 1960)
- 1874 - Max Dvořák, storico dell'arte ceco († 1921)
- 1874 - Giuseppe Venturi, arcivescovo cattolico italiano († 1947)
- 1875 - Albert E. Smith, regista, sceneggiatore e produttore cinematografico britannico († 1958)
- 1875 - Eloi de Bianya, religioso spagnolo († 1936)
- 1876 - Clara Blandick, attrice statunitense († 1962)
- 1876 - Franz Xaver Zimmermann, scrittore e storico austriaco († 1959)
- 1877 - Giulio Marinetti, militare italiano († 1965)
- 1877 - Heinrich Otto Wieland, chimico tedesco († 1957)
- 1878 - Mario Paci, pianista e direttore d'orchestra italiano († 1946)
- 1879 - Mariano Costa, politico e antifascista italiano († 1950)
- 1879 - Giovanni Battista Derchi, pittore e decoratore italiano († 1912)
- 1880 - Émile Amann, storico delle religioni francese († 1948)
- 1880 - Harley Knoles, regista, sceneggiatore e produttore cinematografico britannico († 1936)
- 1880 - Alberto Magri, pittore e incisore italiano († 1939)
- 1881 - Philippe Houben, nuotatore e pallanuotista belga († 1963)
- 1882 - John Bauer, pittore e illustratore svedese († 1918)
- 1882 - Camille Decoppet, politico svizzero († 1925)
- 1882 - Erwin Lendvai, compositore ungherese († 1949)
- 1882 - Karl Valentin, commediografo tedesco († 1948)
- 1883 - Attilio Di Napoli, avvocato e politico italiano († 1953)
- 1883 - Joseph Jefferson Farjeon, scrittore britannico († 1955)
- 1883 - Aldo Garzanti, imprenditore, editore e filantropo italiano († 1961)
- 1883 - Umberto Spigo, militare italiano († 1954)
- 1884 - Carlos Chiacchio, giornalista, scrittore e medico brasiliano († 1947)
- 1884 - Carlo Galeffi, baritono italiano († 1961)
- 1884 - Krishna Raja Wadiyar IV, principe indiano († 1940)
- 1884 - Francesco Mignone, militare italiano († 1918)
- 1884 - Pёtr Starkovskij, attore russo († 1964)
- 1884 - Matteo Tosi, compositore e direttore di coro italiano († 1959)
- 1884 - Richard Tucker, attore statunitense († 1942)
- 1885 - Giovanni Gerbi, ciclista su strada italiano († 1954)
- 1885 - Arturo Rawson Corvalan, generale e politico argentino († 1952)
- 1886 - Emilio Arnstein, calciatore, dirigente sportivo e arbitro di calcio austriaco († 1976)
- 1886 - Eugenio Bava, scenografo, scultore e direttore della fotografia italiano († 1966)
- 1886 - Francesco Bruno, generale italiano († 1975)
- 1886 - Robert Cain, attore statunitense († 1954)
- 1887 - Giorgio Zampori, ginnasta italiano († 1965)
- 1887 - Pietro Zucchinetti, calciatore italiano († 1965)
- 1888 - Lajos Egri, drammaturgo e scrittore ungherese († 1967)
- 1889 - Beno Gutenberg, fisico e sismologo tedesco († 1960)
- 1890 - Uno Gera, scultore italiano († 1982)
- 1890 - Adolfo Lucarini, scultore e pittore italiano († 1959)
- 1890 - Italia Almirante Manzini, attrice italiana († 1941)
- 1891 - Leo Pollini, scrittore, poeta e storico italiano († 1957)
- 1891 - Ernö Rapée, direttore d'orchestra, pianista e compositore estone († 1945)
- 1891 - Leopold Vietoris, matematico e supercentenario austriaco († 2002)
- 1892 - Andrea De Pino, giornalista e attore italiano († 1966)
- 1892 - Willem Driebergen, schermidore olandese († 1965)
- 1892 - Moisej Jakovlevič Ginzburg, architetto sovietico († 1946)
- 1892 - Augusto Marcacci, attore e doppiatore italiano († 1969)
- 1893 - Armand Călinescu, politico e economista rumeno († 1939)
- 1893 - Leo Leone, politico italiano († 1973)
- 1894 - Gabriel Pascal, produttore cinematografico e regista ungherese († 1954)
- 1894 - Giovanni Roveda, antifascista, sindacalista e politico italiano († 1962)
- 1895 - Alfred Comte, ingegnere aeronautico svizzero († 1965)
- 1895 - Dino Grandi, politico, diplomatico e nobile italiano († 1988)
- 1895 - Russell Hicks, attore statunitense († 1957)
- 1895 - Fritz Weber, ufficiale e scrittore austriaco († 1972)
- 1896 - Léon Metzler, calciatore lussemburghese († 1930)
- 1897 - Osvaldo Salamina, calciatore italiano († 1978)
- 1898 - Harry Crosby, poeta e editore statunitense († 1929)
- 1898 - Renzo Pezzani, poeta e scrittore italiano († 1951)
- 1899 - Manuel Basté, pallanuotista spagnolo († 1977)
- 1899 - Lane Chandler, attore statunitense († 1972)
- 1899 - Stringer Davis, attore britannico († 1973)
- 1899 - Eugenio Negri, calciatore italiano († 1976)
- 1899 - Ivo Protulipac, attivista, avvocato e medico croato († 1946)
- 1900 - Germano Pellizzari, militare italiano († 1951)

## XX secolo(899)
- 1902 - Richard Allen, hockeista su prato indiano († 1969)
- 1902 - Francesco Alunni Pierucci, sindacalista, partigiano e politico italiano († 1985)
- 1902 - Harry Beck, disegnatore britannico († 1974)
- 1902 - Abdolhossein Hazhir, politico iraniano († 1949)
- 1902 - Otto Höss, calciatore austriaco († 1971)
- 1903 - Evgenij Aleksandrovič Mravinskij, direttore d'orchestra sovietico († 1988)
- 1904 - Salvatore Battaglia, filologo, grammatico e critico letterario italiano († 1971)
- 1904 - Alvah Bessie, scrittore e sceneggiatore statunitense († 1985)
- 1904 - Aase Bye, attrice norvegese († 1991)
- 1904 - Georges Canguilhem, filosofo francese († 1995)
- 1904 - Henri Grob, scacchista svizzero († 1974)
- 1904 - Arturo Lanocita, giornalista, scrittore e critico cinematografico italiano († 1983)
- 1904 - Jack Lauterwasser, ciclista su strada e pistard britannico († 2003)
- 1904 - Luigi Miconi, calciatore e allenatore di calcio italiano († 2000)
- 1904 - Luigi Poterzio, politico italiano († 1976)
- 1904 - Raymond Rouleau, regista e attore belga († 1981)
- 1904 - Nicolò Saettone, calciatore italiano
- 1905 - Tullio Aliatis, calciatore italiano († 1990)
- 1905 - Hans Gruber, calciatore tedesco († 1967)
- 1905 - Gerard Hallock, hockeista su ghiaccio statunitense († 1996)
- 1906 - Gilles-Henri-Alexis Barthe, vescovo cattolico francese († 1993)
- 1906 - Antoni Gałecki, calciatore polacco († 1958)
- 1906 - Vinton Hayworth, attore statunitense († 1970)
- 1906 - Alice Treff, attrice e doppiatrice tedesca († 2003)
- 1906 - Richard Whorf, regista, attore e produttore cinematografico statunitense († 1966)
- 1907 - Luigi Piffero, pittore e grafico italiano († 1978)
- 1907 - Rosalind Russell, attrice statunitense († 1976)
- 1908 - Geli Raubal, austriaca († 1931)
- 1908 - Erich Srbek, calciatore cecoslovacco († 1973)
- 1908 - Alejandro Villanueva, allenatore di calcio e calciatore peruviano († 1944)
- 1909 - Leif Eriksen, calciatore norvegese († 1970)
- 1909 - Marcelino Gavilán, cavaliere spagnolo († 1999)
- 1909 - Eino Luukkanen, aviatore finlandese († 1964)
- 1909 - Dar'ja Vasil'evna Olsuf'eva, scrittrice russa († 1963)
- 1909 - Mathilde Weber, medico tedesco († 1996)
- 1910 - Robert Bernard Anderson, politico statunitense († 1989)
- 1910 - Anton Dermota, tenore sloveno († 1989)
- 1910 - Luigi Giuseppe Jacchia, astronomo italiano († 1996)
- 1910 - Paride Pelli, avvocato e politico italiano († 1968)
- 1910 - Sergio Pignedoli, cardinale e arcivescovo cattolico italiano († 1980)
- 1910 - Ban Tetsugyu Soin, maestro zen giapponese († 1996)
- 1911 - Cesco Giulio Baghino, giornalista e politico italiano († 2003)
- 1911 - Billy Fiske, bobbista e militare statunitense († 1940)
- 1911 - Carlos Garavelli, calciatore argentino
- 1911 - Carina Massone Negrone, aviatrice italiana († 1991)
- 1911 - Faustino Oramas, cantante, chitarrista e compositore cubano († 2007)
- 1911 - Milovan Đilas, politico, antifascista e partigiano jugoslavo († 1995)
- 1912 - Jess Barker, attore statunitense († 2000)
- 1912 - Giuseppe Gerbi, calciatore italiano († 1993)
- 1912 - Robert Jacobsen, scultore e pittore danese († 1993)
- 1912 - Nino Vingelli, attore italiano († 2003)
- 1913 - Bruno Bettinelli, compositore italiano († 2004)
- 1913 - Piero Costa, regista e sceneggiatore italiano († 1975)
- 1913 - Manlio Pacini, calciatore italiano († 1998)
- 1913 - Giuseppe Ruggiero, pilota automobilistico italiano († 1981)
- 1914 - Gustave Crabbe, cestista belga († 1978)
- 1914 - Ken Gunning, cestista e allenatore di pallacanestro statunitense († 1991)
- 1914 - Raymond Gérard, cestista e arbitro di pallacanestro belga
- 1915 - Eric Karlsson, calciatore svedese († 2002)
- 1915 - Modibo Keïta, politico maliano († 1977)
- 1916 - Paolo De Grandi, calciatore italiano
- 1916 - Domingo Federico, compositore, direttore d'orchestra e attore argentino († 2000)
- 1916 - Robert Furchgott, biochimico statunitense († 2009)
- 1916 - Gaylord Nelson, politico e ambientalista statunitense († 2005)
- 1916 - Nilüfer Hanimsultan, principessa ottomana († 1989)
- 1917 - Newton Canegal, calciatore brasiliano († 2003)
- 1917 - Robert Merrill, baritono statunitense († 2004)
- 1917 - Howard Metzenbaum, politico statunitense († 2008)
- 1917 - Tone Polda, presbitero e poeta sloveno († 1945)
- 1917 - Hümeyra Hanımsultan, principessa ottomana († 2000)
- 1918 - José Llopis Corona, calciatore spagnolo († 2011)
- 1918 - John DeCuir, scenografo statunitense († 1991)
- 1918 - Johnny Orr, cestista e giocatore di baseball statunitense († 1982)
- 1919 - Federico Umberto D'Amato, funzionario, poliziotto e agente segreto italiano († 1996)
- 1919 - Camille Danguillaume, ciclista su strada francese († 1950)
- 1920 - Alceste Angelini, poeta e traduttore italiano († 1994)
- 1920 - Fedora Barbieri, mezzosoprano italiano († 2003)
- 1921 - Alessandro Asiano, calciatore italiano
- 1921 - Don Diamond, attore e doppiatore statunitense († 2011)
- 1921 - Thomas Joseph King, biologo statunitense († 2000)
- 1921 - Giuseppe Tortora, politico italiano († 1977)
- 1921 - Nina Vyrubova, ballerina sovietica († 2007)
- 1921 - Bobby Wanzer, cestista e allenatore di pallacanestro statunitense († 2016)
- 1922 - Gale Bishop, cestista e allenatore di pallacanestro statunitense († 2003)
- 1922 - Umberto Raho, attore italiano († 2016)
- 1923 - Elizabeth Jolley, scrittrice britannica († 2007)
- 1923 - Evelino Marcolini, militare italiano († 2006)
- 1923 - Henri Moulins, sollevatore francese († 2009)
- 1923 - Masutatsu Ōyama, karateka e scrittore giapponese († 1994)
- 1923 - Yuriko, principessa Mikasa, principessa giapponese († 2024)
- 1924 - Ettore Chimeri, pilota automobilistico italiano († 1960)
- 1924 - Giancarlo Cocchia, pittore italiano († 1987)
- 1924 - Pietro D'Ambrosio, politico, insegnante e scrittore italiano († 2006)
- 1924 - Colin Stanley Gum, astronomo australiano († 1960)
- 1924 - Rolando Ugolini, calciatore italiano († 2014)
- 1924 - Dennis Weaver, attore statunitense († 2006)
- 1924 - Heinz Westphal, politico tedesco († 1998)
- 1925 - Luciano Ceschia, scultore e pittore italiano († 1991)
- 1925 - Aulo Fogar, calciatore italiano
- 1925 - Piero Pratesi, giornalista e politico italiano († 2000)
- 1925 - Antonio Puchades, calciatore spagnolo († 2013)
- 1925 - Nicomedes Santa Cruz, musicista, poeta e etnomusicologo peruviano († 1992)
- 1925 - José Torres, attore venezuelano
- 1925 - Ciril Zlobec, poeta, scrittore e traduttore sloveno († 2018)
- 1926 - Georges Baert, cestista belga († 2017)
- 1926 - Mohamed El Kassab, medico tunisino († 1986)
- 1926 - Richard Gottinger, calciatore tedesco († 2008)
- 1926 - Robert Earl Hughes, attore statunitense († 1958)
- 1926 - Nan Leslie, attrice statunitense († 2000)
- 1926 - Judith Malina, regista teatrale, attrice e scrittrice statunitense († 2015)
- 1926 - Joan Trayter, docente e dirigente sportivo spagnolo († 2017)
- 1927 - Torben Brostrøm, scrittore e critico letterario danese († 2020)
- 1927 - Henning Carlsen, regista e sceneggiatore danese († 2014)
- 1927 - Ken Clark, attore statunitense († 2009)
- 1927 - Giordano Frosini, teologo, scrittore e giornalista italiano († 2019)
- 1927 - Nene Martelli, pittrice italiana
- 1927 - Geoffrey Palmer, attore britannico († 2020)
- 1927 - Jiří Pešek, allenatore di calcio e calciatore cecoslovacco († 2011)
- 1928 - Edmo Fenoglio, regista, sceneggiatore e traduttore italiano († 1996)
- 1928 - Paul Greening, ammiraglio britannico († 2008)
- 1928 - Teddy Kotick, contrabbassista statunitense († 1986)
- 1928 - Musa al-Sadr, religioso e politico libanese († 1978)
- 1928 - Felice Resta, ex calciatore italiano
- 1928 - Amedeo Salerno, dirigente sportivo italiano († 2023)
- 1928 - Ruth Westheimer, divulgatrice scientifica, sessuologa e sociologa statunitense († 2024)
- 1929 - Irene Anders, attrice statunitense († 1988)
- 1929 - Tranquillo Giustina, scrittore e poeta italiano († 2006)
- 1929 - Albert Jurgenson, montatore francese († 2002)
- 1929 - Karolos Papoulias, politico greco († 2021)
- 1929 - Günter Strack, attore tedesco († 1999)
- 1929 - Digby Wolfe, attore e insegnante inglese († 2012)
- 1930 - Charles Benetti, ex calciatore maltese
- 1930 - Silvano Chiumento, calciatore italiano († 2000)
- 1930 - Mario Gariazzo, regista italiano († 2002)
- 1930 - Carlos Lucas, pugile cileno († 2022)
- 1930 - Morgana King, cantante e attrice statunitense († 2018)
- 1930 - Nunzio Franco Pascarella de Capoa, artista, architetto e scrittore italiano († 2020)
- 1930 - Viktor Tichonov, hockeista su ghiaccio e allenatore di hockey su ghiaccio sovietico († 2014)
- 1930 - Štefan Uher, regista slovacco († 1993)
- 1931 - Jack Donohue, allenatore di pallacanestro statunitense († 2003)
- 1931 - Kelsang Gyatso, monaco buddhista tibetano († 2022)
- 1931 - Italo Marra, calciatore italiano
- 1931 - Gustav Nossal, biologo e immunologo austriaco
- 1931 - Jan Zábrana, scrittore e traduttore ceco († 1984)
- 1932 - John Drew Barrymore, attore statunitense († 2004)
- 1932 - Doris Betts, scrittrice statunitense († 2012)
- 1932 - Donald Harper, tuffatore e ginnasta statunitense († 2017)
- 1932 - Ignazio Moncada, artista e ceramista italiano († 2012)
- 1932 - Oliver Nelson, sassofonista, clarinettista e compositore statunitense († 1975)
- 1932 - Anil Nerode, matematico statunitense
- 1933 - Godfried Danneels, cardinale e arcivescovo cattolico belga († 2019)
- 1933 - Nicola Lo Buono, dirigente sportivo, allenatore di calcio e calciatore italiano († 2009)
- 1933 - Attilio Sessa, giocatore di biliardo italiano († 2024)
- 1933 - Gino Taddei, tenore italiano († 2017)
- 1933 - Frank D. White, politico statunitense († 2003)
- 1934 - Monica Dacon, politica sanvincentina
- 1934 - Seamus Elliott, ciclista su strada irlandese († 1971)
- 1934 - Pierre Étienne Louis Eyt, cardinale e arcivescovo cattolico francese († 2001)
- 1934 - Nikola Kovačev, calciatore bulgaro († 2009)
- 1934 - Rina Mascetti, attrice italiana
- 1934 - Angelo Romano, politico italiano
- 1935 - Kazimierz Zimny, mezzofondista polacco († 2022)
- 1936 - Giorgio Brenci, allenatore di pallacanestro italiano († 2021)
- 1936 - Bruce Dern, attore statunitense
- 1936 - Oleg Fedoseev, triplista e lunghista sovietico († 2001)
- 1936 - Sani Lakatani, politico niueano
- 1936 - Nutan, attrice indiana († 1991)
- 1936 - Aldo Pedretti, ex calciatore italiano
- 1936 - Fernando Proietti, pugile e criminale italiano († 1982)
- 1936 - Vinicio Scipioni, politico e sindacalista italiano († 2012)
- 1937 - Tanvir Dar, hockeista su prato pakistano († 1998)
- 1937 - Freddy Fender, cantante e chitarrista messicano († 2006)
- 1937 - Gorilla Monsoon, wrestler statunitense († 1999)
- 1937 - Peppino Pippia, fisarmonicista italiano († 2013)
- 1937 - Flora Ruchat Roncati, architetto svizzero († 2012)
- 1937 - Ed Smallwood, cestista statunitense († 2002)
- 1937 - Henny Trayles, attrice e comica tedesca († 2022)
- 1938 - André Ascensio, calciatore francese († 2017)
- 1938 - Umberto Calzolari, giocatore di baseball e dirigente sportivo italiano († 2018)
- 1938 - Jouni Kailajärvi, sollevatore finlandese († 2003)
- 1938 - Fred Osam-Duodu, allenatore di calcio ghanese († 2016)
- 1938 - Martha Overbeck, attrice brasiliana
- 1938 - Jerzy Piskun, cestista polacco († 2018)
- 1938 - Benedetto Santapaola, mafioso italiano
- 1938 - Kazimieras Zdanavičius, astronomo lituano
- 1939 - Leonardo Cavallini, bobbista italiano († 2023)
- 1939 - Ottavio Cogliati, ciclista su strada italiano († 2008)
- 1939 - Henri Pachard, regista statunitense († 2008)
- 1939 - George Reid, politico e giornalista britannico († 2025)
- 1939 - Elaine Schreiber, atleta paralimpica e tennistavolista australiana († 2017)
- 1940 - Maria Adelaide Aglietta, politica italiana († 2000)
- 1940 - Ioan Igna, ex arbitro di calcio rumeno
- 1940 - Ludwig Schwarz, vescovo cattolico austriaco
- 1940 - Amedeo Stenti, calciatore italiano († 2018)
- 1940 - Klaus Urbanczyk, ex calciatore e allenatore di calcio tedesco orientale
- 1941 - George Courtney, ex arbitro di calcio inglese
- 1941 - Sheila Fitzpatrick, storica e docente australiana
- 1941 - Klaus Michael Grüber, regista teatrale tedesco († 2008)
- 1941 - George Jinda, batterista, percussionista e compositore ungherese († 2001)
- 1941 - Jean-Claude Magnan, ex schermidore francese
- 1941 - Linda Martell, cantante statunitense
- 1941 - Roberto Morrione, giornalista italiano († 2011)
- 1941 - Stefano Pessina, ingegnere e imprenditore italiano
- 1941 - Franco Prodi, fisico italiano
- 1941 - Darshan Ranganathan, chimica indiana († 2001)
- 1941 - Stanley Roman, vescovo cattolico indiano
- 1941 - Jiří Růžička, ex cestista cecoslovacco
- 1941 - Jörg Schuldhess, pittore, disegnatore e scrittore svizzero († 1992)
- 1941 - Geoff Shipton, ex nuotatore australiano
- 1942 - Jan Wienese, ex canottiere olandese
- 1943 - Joyce Meyer, predicatrice e scrittrice statunitense
- 1943 - Salvatore Provino, pittore italiano
- 1943 - Amedeo Schiattarella, architetto italiano
- 1944 - Antoine, cantautore francese
- 1944 - Serge Daney, critico cinematografico francese († 1992)
- 1944 - Marianne Gruber, scrittrice austriaca
- 1944 - Vincent Palermo, mafioso e collaboratore di giustizia statunitense
- 1944 - Michelle Phillips, cantante, cantautrice e attrice statunitense
- 1944 - Ricky Shayne, cantante e attore francese († 2024)
- 1944 - Massimo Struffi, politico italiano
- 1945 - Jim Baird, politico statunitense
- 1945 - Anthony Braxton, compositore e polistrumentista statunitense
- 1945 - Ray May, ex giocatore di football americano statunitense
- 1945 - Arno Rafael Minkkinen, fotografo statunitense
- 1945 - John Sherwood, ex ostacolista britannico
- 1945 - Ivan Stewart, ex pilota automobilistico statunitense
- 1945 - Daniel Topolski, canottiere, giornalista e scrittore britannico († 2015)
- 1946 - S. P. Balasubrahmanyam, cantante e attore indiano († 2020)
- 1946 - Suzanne Ciani, compositrice e tastierista statunitense
- 1946 - Abel Miglietti, ex calciatore portoghese
- 1946 - Bruce Seven, regista e produttore cinematografico statunitense († 2000)
- 1946 - Kōji Shitara, compositore, arrangiatore e attore giapponese
- 1946 - Konchok Tenzin Kunzang Trinley Lhundrup, monaco buddhista tibetano
- 1947 - Herb Boxer, allenatore di hockey su ghiaccio e ex hockeista su ghiaccio statunitense
- 1947 - Gerald Folland, matematico statunitense
- 1947 - Viktor Klima, dirigente d'azienda e ex politico austriaco
- 1947 - Hanspeter Latour, allenatore di calcio e ex calciatore svizzero
- 1947 - Umberto Margiotta, pedagogista italiano († 2019)
- 1947 - Blagoje Paunović, calciatore jugoslavo († 2014)
- 1947 - Jack N. Rakove, storico e scrittore statunitense
- 1947 - Stanka Stošić, ex cestista jugoslava
- 1947 - Giacomo Vianello, calciatore italiano († 2022)
- 1948 - Paquito D'Rivera, sassofonista e clarinettista cubano
- 1948 - Jürgen Sparwasser, allenatore di calcio e ex calciatore tedesco orientale
- 1948 - Carlos Squeo, calciatore argentino († 2019)
- 1948 - Francesco Zizzi, poliziotto italiano († 1978)
- 1949 - Gabriel Arcand, attore canadese
- 1949 - Maria Canins, ex fondista, ciclista su strada e mountain biker italiana
- 1949 - Lazăr Comănescu, diplomatico e politico rumeno
- 1949 - Luigi Fabbri, medico e politico italiano
- 1949 - Giovanni Giuliano, politico italiano († 2022)
- 1949 - Joseph Fred Naumann, arcivescovo cattolico statunitense
- 1949 - Kevin Randle, militare, giornalista e scrittore statunitense
- 1949 - Rainer Ulrich, calciatore e allenatore di calcio tedesco († 2023)
- 1950 - Raymond Dumais, vescovo cattolico canadese († 2012)
- 1950 - Pierangelo Giovanolla, politico italiano († 2021)
- 1950 - Jan Anders Hovdan, ex calciatore norvegese
- 1950 - Dagmar Krause, cantante tedesca
- 1950 - Gheorghe Simionov, ex canoista rumeno
- 1951 - Francis Arnaiz, ex cestista filippino
- 1951 - Luiz Carlos Bezerra, ex giocatore di calcio a 5 brasiliano
- 1951 - Rita Good, ex sciatrice alpina svizzera
- 1951 - Mansoor Hekmat, filosofo, economista e politologo iraniano († 2002)
- 1951 - Eva Klotz, politica italiana
- 1951 - Bronisław Malinowski, siepista e mezzofondista polacco († 1981)
- 1951 - Roger Minton, ex calciatore inglese
- 1951 - Steve Park, attore e comico statunitense
- 1951 - Marco Risi, regista, sceneggiatore e produttore cinematografico italiano
- 1951 - Yvonne van Rooy, politica olandese
- 1952 - Alfonso Fratteggiani Bianchi, artista italiano
- 1952 - David Fricke, critico musicale statunitense
- 1952 - Kim Hughes, allenatore di pallacanestro e ex cestista statunitense
- 1952 - Bronisław Komorowski, politico polacco
- 1952 - Giōrgos Kyrtsos, scrittore e giornalista greco
- 1952 - Karl-Heinz Lambertz, politico belga
- 1952 - Hana Lišková, ex ginnasta cecoslovacca
- 1952 - Dambudzo Marechera, scrittore, drammaturgo e poeta zimbabwese († 1987)
- 1952 - Mauro Melotti, dirigente sportivo, allenatore di calcio e ex calciatore italiano
- 1952 - Luis Moreno Ocampo, magistrato e avvocato argentino
- 1952 - Elena Pricop, ex schermitrice rumena
- 1952 - Mariolina Sattanino, giornalista e conduttrice televisiva italiana
- 1952 - Kerry Shale, attore e doppiatore canadese
- 1952 - Barry Smith, filosofo britannico
- 1952 - Parker Stevenson, attore statunitense
- 1952 - Adelino Teixeira, allenatore di calcio e ex calciatore portoghese
- 1952 - David Vaughn, ex cestista statunitense
- 1953 - Uber Anghinoni, politico italiano
- 1953 - Miguel Benasayag, filosofo e psicanalista argentino
- 1953 - Aleksandr Charčenkov, ex cestista e allenatore di pallacanestro sovietico
- 1953 - Luisa Gnecchi, politica italiana
- 1953 - Linda Lingle, politica statunitense
- 1953 - Gudrun Lotter, ex schermitrice tedesca
- 1953 - Jimmy McCulloch, musicista e cantautore scozzese († 1979)
- 1953 - Walter Novellino, allenatore di calcio e ex calciatore italiano
- 1953 - Paul Samson, chitarrista, cantante e produttore discografico britannico († 2002)
- 1953 - Mitsuo Watanabe, ex calciatore giapponese
- 1953 - Yücel İldiz, allenatore di calcio turco
- 1954 - Daniele Galli, politico italiano
- 1954 - Hermann Gerland, allenatore di calcio e ex calciatore tedesco
- 1954 - Tsuruhiko Kiuchi, astronomo giapponese († 2024)
- 1954 - Armin Kreiner, teologo tedesco
- 1954 - Giōrgos Mauroudīs, ex calciatore cipriota
- 1954 - Raphael Ravenscroft, sassofonista britannico († 2014)
- 1954 - Luc-Adolphe Tiao, politico burkinabé
- 1954 - José Velásquez, ex calciatore peruviano
- 1955 - Orlando Bianchini, ex martellista italiano
- 1955 - Paulina Chiziane, scrittrice mozambicana
- 1955 - Pasquale Iachini, allenatore di calcio e ex calciatore italiano
- 1955 - Antje Jackelén, arcivescova luterana svedese
- 1955 - Val McDermid, scrittrice britannica
- 1955 - Paul Stewart, scrittore britannico
- 1955 - Mary Testa, attrice e cantante statunitense
- 1955 - Butch Walts, ex tennista statunitense
- 1955 - Oscar Roberto de Godói, ex arbitro di calcio brasiliano
- 1956 - Alessandro Barsi, ex hockeista su pista e allenatore di hockey su pista italiano
- 1956 - Fiorenza Brioni, politica italiana
- 1956 - Keith David, attore statunitense
- 1956 - Reeves Gabrels, chitarrista statunitense
- 1956 - Giorgio Micheletti, giornalista, conduttore televisivo e telecronista sportivo italiano
- 1956 - Claudio Sadler, cuoco e imprenditore italiano
- 1956 - Cosimo Schena, allenatore di calcio e ex calciatore belga
- 1956 - Raffaele Tiscar, politico e funzionario italiano († 2021)
- 1956 - Sergio Vallotto, politico italiano
- 1957 - Paul Artin Boghossian, filosofo statunitense
- 1957 - Rudolf Ducký, ex calciatore cecoslovacco
- 1957 - Tinsley Ellis, cantante, chitarrista e compositore statunitense
- 1957 - Vittorio Frajese, storico italiano
- 1957 - Paul Giacobbi, politico francese
- 1957 - Peter Houtman, ex calciatore olandese
- 1957 - Guillaume LeBlanc, ex marciatore canadese
- 1957 - Luca Madonia, cantautore e chitarrista italiano
- 1957 - Norbert Nachtweih, ex calciatore tedesco
- 1957 - Ezio Riva, ex cestista italiano
- 1957 - John Treacy, ex maratoneta e mezzofondista irlandese
- 1958 - Kenny Cresswell, allenatore di calcio e ex calciatore neozelandese
- 1958 - Buddy Curry, ex giocatore di football americano statunitense
- 1958 - Thomas Callister Hales, matematico statunitense
- 1958 - Henry Jenkins, sociologo e saggista statunitense
- 1958 - John Legere, imprenditore statunitense
- 1958 - Eddie Velez, attore statunitense
- 1959 - Anil Ambani, imprenditore indiano
- 1959 - Biagio Cepollaro, poeta italiano
- 1959 - Maria Di Rienzo, scrittrice e saggista italiana
- 1959 - Judith Gross, ex cestista rumena
- 1959 - Gerardo Panno, conduttore radiofonico italiano († 2012)
- 1959 - Luciano Pizzetti, politico italiano
- 1960 - Miloš Đelmaš, allenatore di calcio e ex calciatore jugoslavo
- 1960 - Corinne Hofmann, scrittrice tedesca
- 1960 - Rozz Rezabek, musicista statunitense
- 1960 - Paula Risikko, politica finlandese
- 1960 - Rosa Stanisci, ex politica e sindacalista italiana
- 1960 - Bradley Walsh, attore, comico e conduttore televisivo britannico
- 1961 - Richard N. Gladstein, produttore cinematografico e sceneggiatore statunitense
- 1961 - Gian Luca Gregori, economista italiano
- 1961 - Ferenc Gyurcsány, politico ungherese
- 1961 - Dani Kouyate, regista burkinabé
- 1961 - Julie White, attrice statunitense
- 1962 - Giorgio Benini, ex calciatore italiano
- 1962 - Patrizia Bugnano, politica italiana
- 1962 - Ivo Collé, politico italiano
- 1962 - Ulisses Correia e Silva, politico capoverdiano
- 1962 - László Disztl, allenatore di calcio e ex calciatore ungherese
- 1962 - Per Frimann, ex calciatore danese
- 1962 - Lindsay Frost, attrice statunitense
- 1962 - Hakainde Hichilema, politico zambiano
- 1962 - Zenon Jaskuła, ex ciclista su strada polacco
- 1962 - Trinidad Jiménez, politica spagnola
- 1962 - Pete Nelson, artigiano, scrittore e conduttore televisivo statunitense
- 1962 - Marcello Pittella, politico italiano
- 1962 - Emilio Ravasio, ciclista su strada italiano († 1986)
- 1962 - Steve Zimmerman, batterista statunitense
- 1963 - Elvia Ardalani, scrittrice e poetessa messicana
- 1963 - Giacinto Boni, allenatore di hockey su ghiaccio, dirigente sportivo e ex hockeista su ghiaccio italiano
- 1963 - Sean Fitzpatrick, ex rugbista a 15 e allenatore di rugby a 15 neozelandese
- 1963 - Riccardo Fragassi, politico italiano
- 1963 - Hansi Gnad, ex cestista e allenatore di pallacanestro tedesco
- 1963 - Björn Kjellman, attore e cantante svedese
- 1963 - Jim Lachey, ex giocatore di football americano statunitense
- 1963 - Franco Mannella, attore, doppiatore e regista teatrale italiano
- 1963 - Xavier McDaniel, ex cestista statunitense
- 1963 - Launi Meili, ex tiratrice a segno statunitense
- 1963 - Tatiana Pavlova, pianista e compositrice russa
- 1964 - Ademola Adeshina, ex calciatore nigeriano
- 1964 - Gia Carides, attrice australiana
- 1964 - D.J. Dozier, ex giocatore di football americano e giocatore di baseball statunitense
- 1964 - Shawn Knight, ex giocatore di football americano statunitense
- 1964 - Sarah F. Maclaren, sociologa e antropologa italiana
- 1964 - Antonio Pacheco Massó, giocatore di baseball cubano
- 1964 - Jordan Mechner, autore di videogiochi, scrittore e regista statunitense
- 1964 - Sean Pertwee, attore britannico
- 1964 - Desi Reijers, ex nuotatrice olandese
- 1964 - Małgorzata Storożyńska, ex cestista polacca
- 1965 - Brita Baldus, ex tuffatrice tedesca
- 1965 - Stefano Breme, ex ciclista su strada italiano
- 1965 - Jonathan Canter, ex tennista statunitense
- 1965 - Michael Doohan, pilota motociclistico australiano
- 1965 - Hervé Flandin, ex biatleta francese
- 1965 - Bjørn Gulden, ex calciatore norvegese
- 1965 - Andrea Jaeger, ex tennista statunitense
- 1965 - Igor Kolaković, allenatore di pallavolo e ex pallavolista montenegrino
- 1965 - Ivars Liepa, ex cestista lettone
- 1965 - Igor' Osin'kin, allenatore di calcio e ex calciatore russo
- 1965 - Tim Perry, ex cestista statunitense
- 1965 - Shannon Walker, ex astronauta statunitense
- 1965 - Vincent Young, attore statunitense
- 1966 - Cecilia Bartoli, mezzosoprano italiano
- 1966 - Grit Hammer, ex pesista tedesca
- 1966 - Annett Hesselbarth, ex velocista tedesca
- 1966 - Svetlana Jitomirskaya, matematica statunitense
- 1966 - Renato Jurčec, allenatore di calcio e ex calciatore croato
- 1966 - Giōrgos Kōnstantinou, ex calciatore cipriota
- 1966 - Robert Pralgo, attore statunitense
- 1966 - Carlo Salvemini, politico italiano
- 1966 - Vladimir Vladislavovič Voevodskij, matematico russo († 2017)
- 1967 - Alessandro Baronti, ex ciclista su strada italiano
- 1967 - Andrew Blades, ex rugbista a 15 e allenatore di rugby a 15 australiano
- 1967 - Clarissa Davis, ex cestista e allenatrice di pallacanestro statunitense
- 1967 - Francesco Dell'Anno, ex calciatore italiano
- 1967 - Pasquale Iracà, allenatore di pallacanestro italiano
- 1967 - Robert Kimbrough, ex astronauta statunitense
- 1967 - Antonio Medici, saggista e storico del cinema italiano
- 1967 - Fabio Meridiani, bassista italiano
- 1967 - Marie NDiaye, scrittrice e opinionista francese
- 1967 - Yūto Nakano, doppiatore giapponese
- 1967 - Andrea Prevignano, conduttore radiofonico e giornalista italiano
- 1967 - Elisabetta Trenta, politica italiana
- 1968 - Al B. Sure!, cantante, compositore e produttore discografico statunitense
- 1968 - Jean-Pierre Danel, chitarrista, produttore discografico e compositore francese
- 1968 - Bahman Golbarnezhad, paraciclista, sollevatore e militare iraniano († 2016)
- 1968 - Rachel Griffiths, attrice australiana
- 1968 - Sean Gullette, attore, sceneggiatore e produttore cinematografico statunitense
- 1968 - Vlado Miloševič, ex calciatore sloveno
- 1968 - Niurka Montalvo, ex lunghista e triplista cubana
- 1968 - Davide Perona, ex ciclista su strada italiano
- 1968 - Faizon Love, attore cubano
- 1968 - Sergio Sgrilli, attore, comico e cantante italiano
- 1968 - Ian Taylor, ex calciatore inglese
- 1968 - Scott Wolf, attore statunitense
- 1968 - Yoo Nam-kyu, ex tennistavolista sudcoreano
- 1968 - Silvijo Čabraja, allenatore di calcio croato
- 1969 - Stefano Attruia, ex cestista italiano
- 1969 - Mario Bassani, controtenore italiano
- 1969 - Regi Blinker, ex calciatore olandese
- 1969 - Javier Colón, ex cestista portoricano
- 1969 - Svetoslav Dobrev, attore teatrale e attore cinematografico bulgaro
- 1969 - Rob Huebel, attore, comico e sceneggiatore statunitense
- 1969 - Kanybek Isakov, politico e filologo kirghiso († 2020)
- 1969 - Rolando Ravello, attore, regista e sceneggiatore italiano
- 1969 - Frank Reyes, cantante dominicano
- 1969 - Alexis Rosenbaum, filosofo francese
- 1969 - Horatio Sanz, attore e comico statunitense
- 1969 - Alfredo Versace, giocatore di bridge italiano
- 1969 - Vasilij Čiginskij, regista russo
- 1970 - David Barrufet, ex pallamanista, allenatore di pallamano e dirigente sportivo spagnolo
- 1970 - Holly Body, ex attrice pornografica statunitense
- 1970 - Massimiliano Bruno, sceneggiatore, attore e drammaturgo italiano
- 1970 - Deborah Compagnoni, ex sciatrice alpina italiana
- 1970 - Devin the Dude, rapper statunitense
- 1970 - Patrizia Di Martino, attrice e regista italiana
- 1970 - Martín Raúl García, ex calciatore peruviano
- 1970 - Per Gustafsson, ex hockeista su ghiaccio svedese
- 1970 - Richie Hawtin, musicista e disc jockey canadese
- 1970 - Dave Pybus, musicista britannico
- 1970 - Izabella Scorupco, attrice, cantante e ex modella polacca
- 1970 - Josip Zovko, attore croato († 2019)
- 1970 - Ekrem İmamoğlu, politico e imprenditore turco
- 1971 - Iveta Barčovska, ex cestista bulgara
- 1971 - James Callis, attore britannico
- 1971 - Rolando Cedeño, ex calciatore guatemalteco
- 1971 - Ani Choying Drolma, cantante nepalese
- 1971 - Laurent Ciechelski, ex calciatore francese
- 1971 - Joseph Kabila, politico e generale della Repubblica Democratica del Congo
- 1971 - Pascal Langenhuijsen, ex calciatore e ex giocatore di calcio a 5 olandese
- 1971 - Mike Lee, politico e avvocato statunitense
- 1971 - Sabrina Licheri, politica italiana
- 1971 - Tony McCarroll, batterista inglese
- 1971 - Shōji Meguro, compositore giapponese
- 1971 - Rikard Norling, allenatore di calcio e ex calciatore svedese
- 1971 - Kosta Runjaić, allenatore di calcio tedesco
- 1971 - Tengku Permaisuri Norashikin, sovrana malese
- 1971 - Giorgio Tonzig, ex cestista italiano
- 1971 - Noah Wyle, attore statunitense
- 1972 - Linda Batista, attrice brasiliana
- 1972 - Roberto Berardi, politico italiano
- 1972 - Nikka Costa, cantante statunitense
- 1972 - Joe Hill, scrittore e fumettista statunitense
- 1972 - György Kolonics, canoista ungherese († 2008)
- 1972 - Arnauld Mercier, allenatore di calcio e ex calciatore francese
- 1972 - Freddy Navarrete, ex cestista uruguaiano
- 1972 - Pif, conduttore televisivo, autore televisivo e sceneggiatore italiano
- 1972 - Henna Virkkunen, politica finlandese
- 1972 - Gary Weeks, attore, sceneggiatore e produttore cinematografico statunitense
- 1972 - Leticia Wierzchowski, scrittrice e sceneggiatrice brasiliana
- 1972 - Kagari Yamada, ex cestista e allenatrice di pallacanestro giapponese
- 1972 - Ysa Ferrer, cantante e attrice francese
- 1973 - Lourdes Becerra, ex nuotatrice spagnola
- 1973 - Matt Corboy, attore statunitense
- 1973 - Scott Hammond, batterista e percussionista inglese
- 1973 - Michele Hicks, attrice e ex modella statunitense
- 1973 - Jordi Lardín, dirigente sportivo e ex calciatore spagnolo
- 1973 - Sonsee Neu, attrice tedesca
- 1973 - Lárus Orri Sigurðsson, allenatore di calcio e ex calciatore islandese
- 1973 - Mikey Whipwreck, ex wrestler statunitense
- 1974 - Mike Elliott, ingegnere e dirigente sportivo britannico
- 1974 - Duccio Giordano, attore italiano
- 1974 - Janette Husárová, ex tennista slovacca
- 1974 - Wesley Carvalho, allenatore di calcio brasiliano
- 1974 - Vanni Pessotto, dirigente sportivo e ex calciatore italiano
- 1974 - Katie Smith, ex cestista e allenatrice di pallacanestro statunitense
- 1974 - Charles Tangus, ex maratoneta e mezzofondista keniota
- 1974 - Johnny Taylor, ex cestista, allenatore di pallacanestro e dirigente sportivo statunitense
- 1975 - Fabio Alisei, disc jockey e conduttore radiofonico italiano
- 1975 - Miro Baldo Bento, ex calciatore indonesiano
- 1975 - Radost Bokel, attrice tedesca
- 1975 - Russell Brand, comico, conduttore televisivo e conduttore radiofonico britannico
- 1975 - Henry Burris, ex giocatore di football americano statunitense
- 1975 - Ettore D'Alessandro, attore italiano
- 1975 - Angelina Jolie, attrice, produttrice cinematografica e regista statunitense
- 1975 - Julian Marley, musicista e produttore discografico inglese
- 1975 - Betty Okino, ex ginnasta e attrice statunitense
- 1975 - Daniele Polato, politico italiano
- 1975 - Theo Rossi, attore e produttore cinematografico statunitense
- 1975 - Nicola Ventura, pilota di rally e dirigente sportivo italiano
- 1975 - Ribal al-Assad, attivista siriano
- 1976 - Ruslan Avleev, ex cestista russo
- 1976 - Vedran Bosnić, allenatore di pallacanestro e ex cestista bosniaco
- 1976 - Marco Carparelli, calciatore italiano
- 1976 - Kasey Chambers, cantante australiana
- 1976 - Tea Donguzašvili, ex judoka russa
- 1976 - Davide Franceschetti, pianista italiano
- 1976 - Vjačeslav Kernozenko, allenatore di calcio e ex calciatore ucraino
- 1976 - Dzmitry Lapkes, schermidore bielorusso
- 1976 - Aleksej Naval'nyj, attivista, politico e blogger russo († 2024)
- 1976 - Tim Rozon, attore canadese
- 1976 - Gustavo de Souza Caiche, ex calciatore brasiliano
- 1976 - Patrick Trentini, pianista, compositore e direttore d'orchestra italiano
- 1976 - Duane Woodward, ex cestista e allenatore di pallacanestro statunitense
- 1976 - Nenad Zimonjić, tennista e allenatore di tennis serbo
- 1977 - Antoine Arnault, imprenditore francese
- 1977 - Alessandro Cavaliere, medico italiano
- 1977 - Dionysīs Chiōtīs, allenatore di calcio e ex calciatore greco
- 1977 - Daniela Dröscher, scrittrice tedesca
- 1977 - Khalifa bin Hamad Al Khalifa, nobile bahreinita
- 1977 - Ben Hatke, scrittore statunitense
- 1977 - Brian Jossie, wrestler statunitense
- 1977 - Alexander Manninger, ex calciatore austriaco
- 1977 - Luis Pedro Molina, ex calciatore e ex giocatore di calcio a 5 guatemalteco
- 1977 - Marco Vendrame, allenatore di calcio e ex calciatore italiano
- 1977 - Ingrid Visser, pallavolista olandese († 2013)
- 1977 - Steve Zampieri, ex ciclista su strada svizzero
- 1977 - Vicente de Lima, ex velocista brasiliano
- 1978 - Scott Cawthon, programmatore, produttore cinematografico e scrittore statunitense
- 1978 - Geōrgios Chatzīzīsīs, ex calciatore greco
- 1978 - Sulifou Faaloua, ex calciatore samoano americano
- 1978 - Deniz Gamze Ergüven, regista e sceneggiatrice turca
- 1978 - Vicky Kaya, conduttrice televisiva e modella greca
- 1978 - Marco Lingua, martellista e ex sollevatore italiano
- 1978 - Simone Maludrottu, ex pugile italiano
- 1978 - Josh McDermitt, attore e comico statunitense
- 1978 - Jan Monchaux, ingegnere francese
- 1978 - Albert Oliver, allenatore di pallacanestro e ex cestista spagnolo
- 1978 - Dijana Ravnikar, ex biatleta e fondista slovena
- 1978 - Alessandro Roia, attore italiano
- 1978 - Robin Lord Taylor, attore statunitense
- 1979 - Jarosław Bieniuk, ex calciatore polacco
- 1979 - Anthony Charteau, ex ciclista su strada francese
- 1979 - Alain Clark, cantante e produttore discografico olandese
- 1979 - Tetjana Čornovol, giornalista e attivista ucraina
- 1979 - Jean Dika Dika, ex calciatore camerunese
- 1979 - David Frölund, ex calciatore svedese
- 1979 - Karolina Jagieniak, ex tennista francese
- 1979 - Jade MacRae, cantante australiana
- 1979 - Iván Moreno y Fabianesi, ex calciatore spagnolo
- 1979 - Henri Sillanpää, ex calciatore finlandese
- 1979 - Marco Squarta, politico italiano
- 1979 - Naohiro Takahara, allenatore di calcio e ex calciatore giapponese
- 1979 - Daniel Vickerman, rugbista a 15 australiano († 2017)
- 1980 - Pontus Farnerud, ex calciatore svedese
- 1980 - Bobby Hassell, ex calciatore inglese
- 1980 - Thor Kristensen, canottiere danese
- 1980 - Pablo Nieto, dirigente sportivo e pilota motociclistico spagnolo
- 1980 - Philip Olivier, attore inglese
- 1980 - Chris Pappas, politico statunitense
- 1980 - Jaime Silva, ex cestista portoghese
- 1980 - Fabio Tuiach, ex pugile e ex politico italiano
- 1981 - Leandro Álvarez, ex calciatore argentino
- 1981 - Jennifer Carroll, ex nuotatrice canadese
- 1981 - Tonya Evinger, artista marziale mista statunitense
- 1981 - Mike Hall, ciclista su strada britannico († 2017)
- 1981 - Tobias Karlsson, ex pallamanista svedese
- 1981 - T. J. Miller, attore statunitense
- 1981 - Geōrgios Seïtaridīs, ex calciatore greco
- 1981 - Gary Taylor-Fletcher, ex calciatore inglese
- 1981 - Natal'ja Vodop'janova, cestista russa
- 1982 - Alpha Female, wrestler tedesca
- 1982 - Jin Au-Yeung, rapper e attore statunitense
- 1982 - Elisa Cella, ex pallavolista italiana
- 1982 - Gul'fija Chanafeeva, ex martellista russa
- 1982 - Giuseppe De Vita, ex canottiere italiano
- 1982 - Sean Finn, ex cestista statunitense
- 1982 - Tim Gilissen, ex calciatore olandese
- 1982 - Matthew Gilks, allenatore di calcio e ex calciatore inglese
- 1982 - Dan Hipkiss, rugbista a 15 britannico
- 1982 - Abel Kirui, maratoneta keniota
- 1982 - Pablo Darío López, ex calciatore argentino
- 1982 - Melissa Molinaro, attrice e cantante canadese
- 1982 - Namkung Do, ex calciatore sudcoreano
- 1982 - Maria Olaru, ex ginnasta rumena
- 1982 - Sébastien Portal, ex ciclista su strada francese
- 1982 - Dragana Tomašević, discobola serba
- 1982 - Martin Vráblík, ex sciatore alpino ceco
- 1982 - Amelia Warner, attrice e cantautrice britannica
- 1982 - Dan Warry-Smith, attore canadese
- 1983 - Jon Alston, ex giocatore di football americano statunitense
- 1983 - Andrea Andreoli, trombonista italiano
- 1983 - Will Bynum, ex cestista statunitense
- 1983 - Cerra, ex calciatore spagnolo
- 1983 - Jessica Cumming, ex sciatrice freestyle statunitense
- 1983 - Emmanuel Eboué, ex calciatore ivoriano
- 1983 - Guillermo García López, ex tennista spagnolo
- 1983 - Angelo Gigli, ex cestista italiano
- 1983 - Liisi Koikson, cantante estone
- 1983 - Mario Ortiz, ex calciatore messicano
- 1983 - Koffi Ndri Romaric, ex calciatore ivoriano
- 1983 - Ol'ha Saladucha, triplista ucraina
- 1983 - Sergej Sinicyn, arrampicatore russo
- 1983 - David Teague, ex cestista statunitense
- 1983 - Leonardo Tumiotto, ex nuotatore e personaggio televisivo italiano
- 1983 - André Vilas Boas, ex calciatore portoghese
- 1983 - Abd al-Aziz bin Turki bin Faysal Al Sa'ud, principe e pilota automobilistico saudita
- 1984 - Henri Bedimo, ex calciatore e allenatore di calcio camerunese
- 1984 - Milko Bjelica, cestista montenegrino
- 1984 - Kevin Johnson, cestista statunitense
- 1984 - Jenaveve Jolie, ex attrice pornografica statunitense
- 1984 - Rosario Luchetti, hockeista su prato argentina
- 1984 - Roberto Moliterni, scrittore e sceneggiatore italiano
- 1984 - Jillian Murray, attrice statunitense
- 1984 - Machač Murtazaliev, ex lottatore russo
- 1984 - Mosaab Omar, calciatore sudanese
- 1984 - Hernán Pellerano, ex calciatore argentino
- 1984 - RAF Camora, rapper austriaco
- 1984 - Xia Jia, scrittrice cinese
- 1984 - Rainie Yang, cantante, attrice e conduttrice televisiva taiwanese
- 1984 - Paweł Zawistowski, calciatore polacco
- 1985 - Juhamatti Aaltonen, hockeista su ghiaccio finlandese
- 1985 - Leon Botha, pittore, produttore discografico e disc jockey sudafricano († 2011)
- 1985 - Miguel Diosdado, attore spagnolo
- 1985 - Daryl Ferguson, calciatore barbadiano
- 1985 - Nadia Ghulam, scrittrice e attivista afghana
- 1985 - Dominique Gisin, ex sciatrice alpina svizzera
- 1985 - Anna-Lena Grönefeld, ex tennista tedesca
- 1985 - Tim Hutten, pallanuotista statunitense
- 1985 - Alicja Janosz, cantante polacca
- 1985 - Miloš Kocić, ex calciatore serbo
- 1985 - Evan Lysacek, ex pattinatore artistico su ghiaccio statunitense
- 1985 - Jan Marcell, pesista e discobolo ceco
- 1985 - Julie Nelson, calciatrice nordirlandese
- 1985 - Lukas Podolski, calciatore polacco
- 1985 - Bar Refaeli, supermodella e conduttrice televisiva israeliana
- 1985 - Willy Rivas, calciatore peruviano
- 1985 - Lavinia Santucci, ex cestista italiana
- 1985 - Amedeo Tonelli, arciere italiano
- 1985 - Evgenij Ustjugov, ex biatleta russo
- 1985 - Luca Vanni, ex tennista e allenatore di tennis italiano
- 1986 - Franco Arizala, ex calciatore colombiano
- 1986 - Maksïm Azovskïý, ex calciatore kazako
- 1986 - Oona Chaplin, attrice spagnola
- 1986 - Farid Bang, rapper tedesco
- 1986 - Fahriye Evcen, attrice turca
- 1986 - Jarkko Hurme, ex calciatore finlandese
- 1986 - Sebastián Ibars, calciatore argentino
- 1986 - Michael Johnson, artista marziale misto statunitense
- 1986 - Shane Kippel, attore canadese
- 1986 - Felipe Manfroi, giocatore di calcio a 5 brasiliano
- 1986 - Albert McClellan, giocatore di football americano statunitense
- 1986 - Martin O'Donnell, giocatore di snooker inglese
- 1986 - Park Yoo-chun, cantante e attore sudcoreano
- 1986 - Devon Petersen, giocatore di freccette sudafricano
- 1986 - Chris Robshaw, rugbista a 15 britannico
- 1987 - Andrea Ariaudo, pallavolista italiano
- 1987 - Tomáš Bábek, pistard ceco
- 1987 - Kerem Bürsin, attore, produttore cinematografico e modello turco
- 1987 - Cristian Chávez, calciatore argentino
- 1987 - Viola Di Grado, scrittrice, orientalista e traduttrice italiana
- 1987 - Anthony Grant, calciatore inglese
- 1987 - Raily Ignacio, calciatore olandese
- 1987 - Aleksandr Kokko, ex calciatore finlandese
- 1987 - Sergejs Mišins, ex calciatore lettone
- 1987 - Rubén Morales, calciatore guatemalteco
- 1987 - Rúper, calciatore spagnolo
- 1987 - Yu Hai, ex calciatore cinese
- 1988 - Kristina Benić, ex cestista croata
- 1988 - Tjaronn Chery, calciatore olandese
- 1988 - Juan Cuevas, calciatore argentino
- 1988 - Jemma Dallender, attrice inglese
- 1988 - Stanislaŭ Drahun, ex calciatore bielorusso
- 1988 - Jesper Modin, ex fondista svedese
- 1988 - Ryōta Nagaki, calciatore giapponese
- 1988 - Lucas Pratto, calciatore argentino
- 1988 - Elia Violi, ex rugbista a 15 italiano
- 1988 - Jordan White, giocatore di football americano statunitense
- 1988 - Gerard Williams, calciatore nevisiano
- 1989 - Bi Gan, regista, sceneggiatore e poeta cinese
- 1989 - Jack Cornell, giocatore di football americano statunitense
- 1989 - Paweł Fajdek, martellista polacco
- 1989 - Lorenzo Frutos, calciatore paraguaiano
- 1989 - Jeremy O. Harris, drammaturgo, attore e sceneggiatore statunitense
- 1989 - Harri Heliövaara, tennista finlandese
- 1989 - Franziska Hentke, ex nuotatrice tedesca
- 1989 - Bojan Krstevski, cestista macedone
- 1989 - Bernard Le Roux, rugbista a 15 francese
- 1989 - Silviu Lung, calciatore rumeno
- 1989 - Eldar Qasımov, cantante azero
- 1989 - Edgaras Želionis, cestista lituano
- 1990 - Luciano Abecasis, calciatore argentino
- 1990 - Faisal Al Badri, calciatore libico
- 1990 - Everton Dias, calciatore brasiliano
- 1990 - Zac Farro, cantautore, polistrumentista e fotografo statunitense
- 1990 - Dairín González, calciatore colombiano
- 1990 - Najee Goode, giocatore di football americano statunitense
- 1990 - Jetsun Pema, regina bhutanese
- 1990 - Jan Kopic, calciatore ceco
- 1990 - Hayley Lauder, calciatrice scozzese
- 1990 - Andrew Lawrence, cestista britannico
- 1990 - Alexander Méndoza, calciatore salvadoregno
- 1990 - Greg Monroe, ex cestista statunitense
- 1990 - Jess Moskaluke, cantante canadese
- 1990 - Natta Nachan, giavellottista thailandese
- 1990 - Reginaldo Faife, calciatore mozambicano
- 1990 - Petra Smaržová, sciatrice alpina slovacca
- 1990 - Evan Spiegel, imprenditore statunitense
- 1990 - Artur Zapadnja, ex calciatore ucraino
- 1991 - Marco Aratore, ex calciatore svizzero
- 1991 - Mario Bauernfeind, mezzofondista e maratoneta austriaco
- 1991 - Tanja Dzjahileva, supermodella bielorussa
- 1991 - Ol'ga Aleksandrovna Girja, scacchista russa
- 1991 - Michael Habetin, giocatore di football americano austriaco
- 1991 - Jordan Hinson, attrice statunitense
- 1991 - Lorenzo Insigne, calciatore italiano
- 1991 - Daniel Jérent, schermidore francese
- 1991 - Zhi Gin Lam, calciatore tedesco
- 1991 - Rajiv van La Parra, calciatore olandese
- 1991 - José Lemos, atleta paralimpico e ex multiplista colombiano
- 1991 - Maikel Mesa, calciatore spagnolo
- 1991 - Roy Meyer, judoka olandese
- 1991 - Taylor Morris, slittinista statunitense
- 1991 - Michal Obročník, calciatore slovacco
- 1991 - Gonçalo Silva, calciatore portoghese
- 1991 - Kathryn Prescott, attrice e regista britannica
- 1991 - Megan Prescott, attrice britannica
- 1991 - Federico Santander, calciatore paraguaiano
- 1991 - Jérémy Serwy, calciatore belga
- 1991 - Ante Vukušić, calciatore croato
- 1991 - Zhang Guowei, altista cinese
- 1992 - Elijah Blake, cantautore e produttore discografico dominicano
- 1992 - Jhon Duque, ex calciatore colombiano
- 1992 - Morgan Griffin, attrice australiana
- 1992 - Geneo Grissom, giocatore di football americano statunitense
- 1992 - Filip Hrgović, pugile croato
- 1992 - Jordan Hugill, calciatore inglese
- 1992 - Dino Jelusić, cantante croato
- 1992 - Damien Joly, nuotatore francese
- 1992 - Giovanni Maistri, allenatore di rugby a 15 e rugbista a 15 italiano
- 1992 - Daniele Mazzone, pallavolista italiano
- 1992 - Nothing,Nowhere, rapper, cantautore e compositore statunitense
- 1992 - Lux Pascal, attrice cilena
- 1992 - Giulia Pisani, telecronista sportiva, dirigente sportiva e ex pallavolista italiana
- 1992 - Moeno Sakaguchi, calciatrice giapponese
- 1992 - Aleksa Šaponjić, pallanuotista serbo
- 1992 - Abdoulaye Seck, calciatore senegalese
- 1992 - Hugo Sousa, calciatore portoghese
- 1992 - Kristóf Szakács, giocatore di football americano ungherese
- 1992 - Martina Valcepina, pattinatrice di short track italiana
- 1992 - Michaela Wenig, ex sciatrice alpina tedesca
- 1993 - Lucas Diarte, calciatore argentino
- 1993 - Jaime Fernández Bernabé, cestista spagnolo
- 1993 - Sead Hajrović, calciatore svizzero
- 1993 - Jonathan Huberdeau, hockeista su ghiaccio canadese
- 1993 - Juan Iturbe, calciatore argentino
- 1993 - Levan Matiashvili, judoka georgiano
- 1993 - Michael Gonçalves Pinto, calciatore portoghese
- 1993 - Sami Panico, rugbista a 15 italiano
- 1993 - Aaron Russell, pallavolista statunitense
- 1993 - Julija Stamatova, tennista bulgara
- 1993 - Maggie Steffens, pallanuotista statunitense
- 1993 - Hannah Grace, cantautrice gallese
- 1994 - Wílmer Azofeifa, calciatore costaricano
- 1994 - Julien Cagnina, tennista belga
- 1994 - Alexandre De Bruyn, calciatore belga
- 1994 - Junior Etou, cestista della Repubblica del Congo
- 1994 - Nicolás Illoro, attore spagnolo
- 1994 - Jesse James, giocatore di football americano statunitense
- 1994 - Oleksij Larin, calciatore ucraino
- 1994 - Valentin Lavigne, calciatore francese
- 1994 - Leandro Emmanuel Martínez, calciatore argentino
- 1994 - Eilidh McIntyre, velista britannica
- 1994 - Mamadou Niass, calciatore mauritano
- 1994 - Aaron Samuel, calciatore nigeriano
- 1994 - Lorenzo, rapper francese
- 1994 - Nathaniel Tuamoheloa, lottatore samoano americano
- 1994 - Tomislav Valentić, calciatore croato
- 1994 - Diego Viera, calciatore uruguaiano
- 1994 - Tiago da Rocha Vieira Alves, calciatore brasiliano († 2016)
- 1995 - Aleksandar Cvetković, calciatore serbo
- 1995 - Gustav Lindh, attore svedese
- 1995 - Duhan van der Merwe, rugbista a 15 sudafricano
- 1995 - Jhon Murillo, calciatore venezuelano
- 1995 - Petar Rakićević, cestista serbo
- 1995 - Eric Remedi, calciatore argentino
- 1995 - Diana Silva, calciatrice portoghese
- 1995 - Dominik Stadlmann, mezzofondista austriaco
- 1995 - Shiori Tamai, cantante, attrice e modella giapponese
- 1995 - Mikkel Wohlgemuth, calciatore danese
- 1995 - Uygar Zeybek, calciatore turco
- 1996 - Manuel Andujar, pilota motociclistico argentino
- 1996 - Maria Bakalova, attrice bulgara
- 1996 - Dion Cools, calciatore belga
- 1996 - Julieta Cruz, calciatrice argentina
- 1996 - Japreece Dean, cestista statunitense
- 1996 - Ruby Harrold, ginnasta inglese
- 1996 - Jefferson Intriago, calciatore ecuadoriano
- 1996 - Katsuya Iwatake, calciatore giapponese
- 1996 - Jamarco Jones, giocatore di football americano statunitense
- 1996 - Abraham Kibiwot, siepista keniota
- 1996 - Skip Marley, cantautore giamaicano
- 1996 - Oliver McBurnie, calciatore scozzese
- 1996 - Matteo Minozzi, rugbista a 15 italiano
- 1996 - Julie Flo Mohagen, ex sciatrice alpina norvegese
- 1996 - Meikayla Moore, calciatrice neozelandese
- 1996 - Thomas Schmidt, calciatore francese
- 1996 - Jordi Warlop, ciclista su strada belga
- 1997 - Lauri Ala-Myllymäki, calciatore finlandese
- 1997 - Jadin Bell, statunitense († 2013)
- 1997 - Paul Bellón, calciatore messicano
- 1997 - Marquise Brown, giocatore di football americano statunitense
- 1997 - Juan Bautista Cascini, calciatore argentino
- 1997 - Corey Davis, cestista statunitense
- 1997 - Dallis Flowers, giocatore di football americano statunitense
- 1997 - Antoine Hastoy, rugbista a 15 francese
- 1997 - Jonathan Lewis, calciatore statunitense
- 1997 - Lin Liangming, calciatore cinese
- 1997 - Edson Carioca, calciatore brasiliano
- 1997 - Alexander Nollenberger, calciatore tedesco
- 1997 - Joedrick Pupe, calciatore belga
- 1997 - Josh Reaves, cestista statunitense
- 1997 - Riho, wrestler giapponese
- 1997 - Terence Steele, giocatore di football americano statunitense
- 1997 - Tesfaldet Tekie, calciatore eritreo
- 1997 - Skylar Thompson, giocatore di football americano statunitense
- 1997 - Sara Veritti, calciatrice italiana
- 1998 - Mohamed Bayo, calciatore guineano
- 1998 - Central Cee, rapper britannico
- 1998 - Moutir Chajia, calciatore belga
- 1998 - Vladyslav Chomutov, calciatore ucraino
- 1998 - Eleanor Dickinson, ex pistard e ciclista su strada britannica
- 1998 - Virgil Ghiță, calciatore rumeno
- 1998 - Robert Gumny, calciatore polacco
- 1998 - Viktor Gyökeres, calciatore svedese
- 1998 - Fares Ibrahim, sollevatore qatariota
- 1998 - Daleho Irandust, calciatore svedese
- 1998 - Jelyzaveta Jachno, nuotatrice artistica ucraina
- 1998 - Robert Kiprop, mezzofondista keniota
- 1998 - Isacco Lovisotto, cestista italiano
- 1998 - Micol Majori, mezzofondista italiana
- 1998 - Vadim Pronskij, ciclista su strada kazako
- 1998 - Lirim Qamili, calciatore albanese
- 1998 - Alexander Salby, ciclista su strada danese
- 1998 - Aurélien Scheidler, calciatore francese
- 1998 - Lucky Blue Smith, modello statunitense
- 1998 - Vaa Taualai, calciatore samoano
- 1998 - Stantley Thomas-Oliver, giocatore di football americano statunitense
- 1998 - Santiago Viera, calciatore uruguaiano
- 1998 - Richard Yator, mezzofondista keniota
- 1998 - Hirotaka Yoshii, cestista giapponese
- 1999 - Yazan Al-Naimat, calciatore giordano
- 1999 - Carlo Armiento, calciatore australiano
- 1999 - K.J. Britt, giocatore di football americano statunitense
- 1999 - Agnese Cocchiere, pallanuotista italiana
- 1999 - Tamara Dollák, lottatrice ungherese
- 1999 - Makayla Gerken Schofield, sciatrice freestyle britannica
- 1999 - Sophie Roman Haug, calciatrice norvegese
- 1999 - Kim So-hyun, attrice e conduttrice televisiva sudcoreana
- 1999 - Zack Kuntz, giocatore di football americano statunitense
- 1999 - Anja Mandeljc, fondista slovena
- 1999 - Will McDonald IV, giocatore di football americano statunitense
- 1999 - Domen Prevc, saltatore con gli sci sloveno
- 1999 - A.J. Reeves, cestista statunitense
- 1999 - Marco Sala, calciatore italiano
- 1999 - Zhaire Smith, cestista statunitense
- 1999 - Hannah Soar, sciatrice freestyle statunitense
- 1999 - Ester Sokler, calciatore sloveno
- 1999 - Aryan Tari, scacchista norvegese
- 1999 - Charlotte e Laura Tremble, sincronetta francese
- 1999 - Dareke Young, giocatore di football americano statunitense
- 1999 - Zhao Chenyu, goista cinese
- 1999 - Fıratcan Üzüm, calciatore turco
- 2000 - Nicolò Dellosto, cestista italiano
- 2000 - Michal Kohút, calciatore ceco
- 2000 - Alidu Seidu, calciatore ghanese

## XXI secolo(37)
- 2001 - Madeline Guillén, pallavolista dominicana
- 2001 - Jacob Krop, mezzofondista keniota
- 2001 - Takefusa Kubo, calciatore giapponese
- 2001 - Pål Haugen Lillefosse, astista norvegese
- 2001 - Olivie Lukášová, calciatrice ceca
- 2001 - Jacob Monk, giocatore di football americano statunitense
- 2001 - Philip Noah Schwarz, attore tedesco
- 2001 - Zhang Haiya, sincronetta cinese
- 2002 - Rodrigo Alves de Holanda Santos, calciatore brasiliano
- 2002 - Thibo Baeten, calciatore belga
- 2002 - Taliso Engel, nuotatore tedesco
- 2002 - Kaylen Frederick, pilota automobilistico statunitense
- 2002 - Maximilian Ortner, saltatore con gli sci austriaco
- 2002 - Joséphine Pagnier, saltatrice con gli sci francese
- 2003 - Giulia Amore, schermitrice italiana
- 2003 - Tobias Bach, calciatore danese
- 2003 - Yerson Chacón, calciatore venezuelano
- 2003 - Nelly Chepchirchir, mezzofondista keniana
- 2003 - Mihajlo Ilić, calciatore serbo
- 2003 - Pedro Injai Gomes, calciatore portoghese
- 2003 - Polina Kudermetova, tennista russa
- 2003 - Oliver Provstgaard, calciatore danese
- 2003 - Sebastian Sebulonsen, calciatore norvegese
- 2004 - Andrea Barnabà, tuffatore italiano
- 2004 - Mirko Belloni, rugbista a 15 italiano
- 2004 - Arzu Jalilova, ginnasta azera
- 2004 - Sacha M'Baka, calciatore centrafricano
- 2004 - Juan Núñez, cestista spagnolo
- 2004 - Vittoria Quoiani, ginnasta italiana
- 2004 - Santiago Salle, calciatore argentino
- 2004 - Héctor Uribe, calciatore messicano
- 2005 - Dylan Aquino, calciatore argentino
- 2006 - Dame Sarr, cestista italiano
- 2007 - Sabrina Maneca-Voinea, ginnasta rumena
- 2008 - Hezly Rivera, ginnasta statunitense
- 2012 - Vivien Lyra Blair, attrice statunitense
- 2021 - Lilibet di Sussex, principessa britannica

## Senza anno specificato(1)
- Tow Nakazaki, fumettista giapponese